# Acalolepta holosericea
Acalolepta holosericea es una especie de escarabajo longicornio del género Acalolepta, tribu Monochamini, subfamilia Lamiinae. Fue descrita científicamente por Breuning en 1939.
Se distribuye por China e India. Mide aproximadamente 20 milímetros de longitud.